# Torrão (Alcácer do Sal)
Torrão é uma vila portuguesa sede da Freguesia de Torrão pertencente ao Município de Alcácer do Sal, no Distrito de Setúbal, freguesia que conta com uma área de 372,39 km2 e 1936 habitantes (censos de 2021) tendo, por isso, uma densidade populacional de 5,2 hab./km².

## História
A vila do Torrão, sede da freguesia, teve Foral Manuelino em 20 de Dezembro de 1512, tornando-se sede de concelho.[carece de fontes?] Constituído, em 1801, pelas freguesias de Torrão, Odivelas e Santa Margarida do Sado, este concelho tinha 2413 habitantes e pertencia à Comarca de Setúbal.
Durante o século XIX, o concelho torranense foi integrado no concelho de Alvito, pertencente ao Distrito de Beja, com a exceção de Santa Margarida do Sado, que transitou para o Concelho de Ferreira do Alentejo. No entanto, em 1871, a freguesia do Torrão passa a integrar o concelho (atual município) de Alcácer do Sal, que fez parte do Distrito de Lisboa até à criação do Distrito de Setúbal. Pouco depois, em 1936, a freguesia de São Romão do Sado seria incorporada na do Torrão.
Em 1933, quando da classificação da Igreja Matriz como Imóvel de Interesse Público, Torrão é designada de vila.

## Geografia

### Localização
Torrão é uma das seis freguesias de Alcácer do Sal, localizando-se no sudeste deste município da zona sul do distrito de Setúbal.  A vila sede desta freguesia dista 26,542 km da sede de município, 63 km da sede de distrito, Setúbal e 92,5 km da capital portuguesa Lisboa, em linha recta.

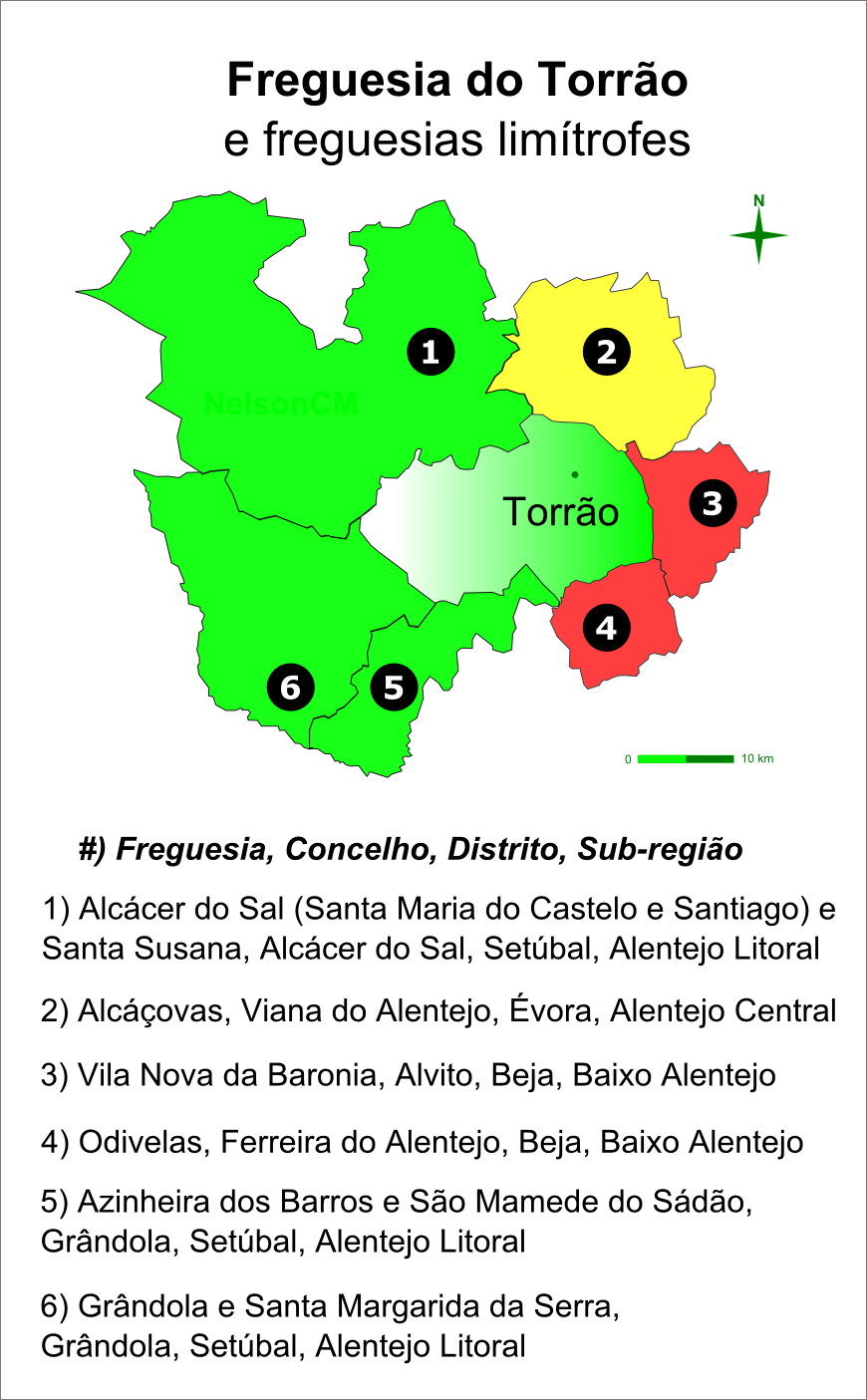
Torrão e freguesias limítrofes.

Em tempos fazendo parte da antiga província do Baixo Alentejo, ao pertencer ao município de Alcácer do Sal, Torrão faz parte da região do Alentejo (NUTS II), mais concretamente ao Alentejo Litoral (NUTS III), apesar de não chegar a tocar no Oceano Atlântico
Nos limites da freguesia do Torrão, unem-se os distritos de Setúbal, Évora e Beja e consequentemente das NUTS III Alentejo Litoral, Alentejo Central e Baixo Alentejo.
A vila do Torrão é atravessada pela Estrada Nacional n.º 2 e tocada pelo rio Xarrama, que passa junto à vila, alimentando a jusante, a Barragem Engenheiro Trigo de Morais (também designada de Barragem de Vale do Gaio). É na freguesia do Torrão que o rio Xarrama, proveniente de Évora, desagua no rio Sado e este atravessa a parte sudoeste da freguesia.
O Torrão é delimitado pelos municípios de Viana do Alentejo a nordeste, de Alvito a leste, de Ferreira do Alentejo a sul, e de Grândola a sul e a oeste. Torrão faz fronteira apenas com uma freguesia do seu município, a Alcácer do Sal (Santa Maria do Castelo e Santiago) e Santa Susana (anteriormente com a extinta Santiago), a noroeste. A nordeste, a freguesia torranense está limitada pela freguesia de Alcáçovas, município de Viana do Alentejo, do distrito de Évora. Já a leste surge o distrito de Beja e a freguesia de Vila Nova da Baronia, município de Alvito, seguindo-se a sul Odivelas, município de Ferreira do Alentejo. Ainda a sul o limite é a freguesia de Azinheira dos Barros e São Mamede do Sádão e, já a oeste, Grândola e Santa Margarida da Serra (anteriormente com a extinta Grândola), ambas no município de Grândola.
Em 2012, a freguesia do Torrão era a terceira maior de Portugal, com 37 238,8 hectares (370 km²). Torrão só era superada em termos de área pela também salaciense Santa Maria do Castelo, com 435,31 km² e pela albicastrense Penamacor, com 373,50 km², ficando à frente dos 363,90 km² da sadina Grândola.
Já em 2013, devido à reforma administrativa nacional, Torrão passou a ser, em termos de área, a sexta maior freguesia do país, caindo três lugares.

## Demografia
A população registada nos censos foi:

| Ano  | 0-14 Anos | 15-24 Anos | 25-64 Anos | > 65 Anos |
| 2001 | 365       | 339        | 1343       | 711       |
| 2011 | 265       | 219        | 1117       | 694       |
| 2021 | 192       | 175        | 903        | 666       |

Em 1801, a freguesia do Torrão tinha 1686 habitantes nos seus limites e, juntamente com as freguesias de Odivelas e Santa Margarida do Sado, compunha o Concelho do Torrão, de 2413 habitantes. Este concelho pertencia à Comarca de Setúbal, na Província da Estremadura. Na altura, a então freguesia de São Romão (do Sádão) fazia parte do Concelho de Alcácer do Sal e contava 1190 residentes.
Já em 1849, desagregado o concelho torranense, a freguesia do Torrão (1817 habitantes) passa a integrar, juntamente com as freguesias de Odivelas, Alvito e Vila Nova da Baronia, o Concelho de Alvito, no Distrito de Beja, pertencente à Província do Alentejo. No mesmo distrito, o Concelho de Ferreira (do Alentejo) acolhia a freguesia de Santa Margarida do Sado. Nessa altura, a freguesia de São Romão (do Sádão) contava 1217 habitantes e ainda pertencia ao Concelho de Alcácer do Sal, do Distrito de Lisboa, na Província da Estremadura.
Passando para o ano de 1868, a freguesia do Torrão, de 2088 habitantes, mantém-se integrada no Concelho de Alvito, no Distrito Administrativo de Beja. Nesta altura a freguesia de (São Romão do) Sádão, que contava 1004 habitantes, ainda pertencia ao Concelho de Alcácer do Sal, que se encontrava no agora Distrito Administrativo de Lisboa.
Quando chega o ano de 1878, a freguesia do Torrão, então com 2075 residentes, já pertencia ao Concelho de Alcácer do Sal, no Distrito Administrativo de Lisboa, tal como a freguesia de São Romão do Sádão, com 844 habitantes. A mudança deveu-se a um Decreto de 3 de Abril de 1871.
Mantendo-se no Concelho de Alcácer do Sal, no agora Distrito de Lisboa, ambas as freguesias continuam a ver a sua população aumentar. Em 1890, a freguesia do Torrão já conta 2203 habitantes e a de São Romão do Sádão, 800 residentes. Já em 1900, Torrão apresenta 2153 habitantes e a sua vizinha salaciana contava então 978.

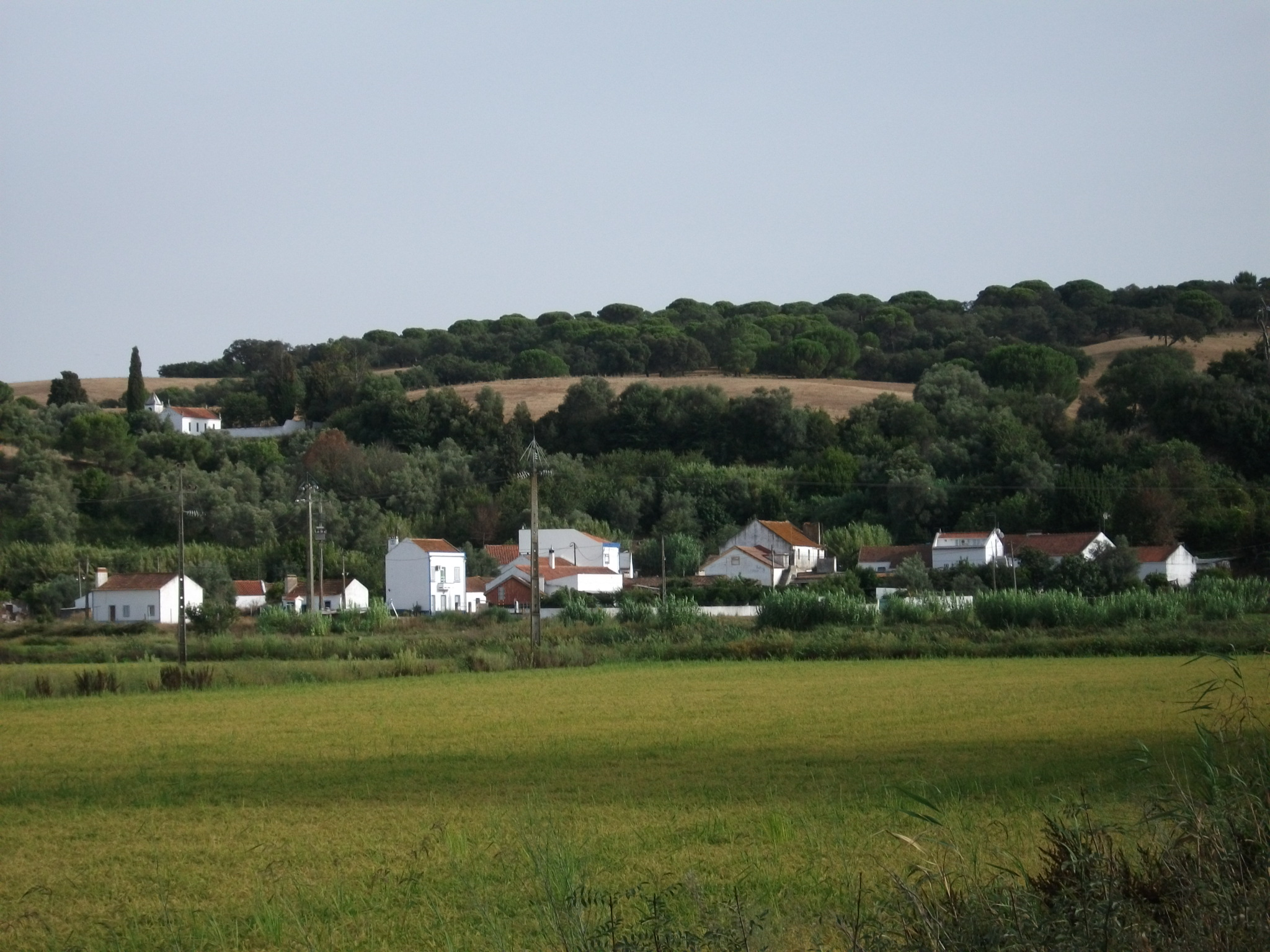
Aldeia de São Romão do Sado vista de norte.

Apesar de nos Censos entre 1911, 1920 e 1930 a freguesia de São Romão do Sádão aparecer anexada à freguesia do Torrão, a sua extinção oficial só é feita pelo Decreto-Lei n.º 27 424, de 31 de Dezembro de 1936, sendo incorporada na do Torrão.
No ano de 1930, o Concelho (atual município) de Alcácer do Sal, já surge integrado no entretanto criado Distrito de Setúbal.
Curiosamente, no Censo de 1940, depois de extinta em 1936 e de vários Censos em que foi agrupada com a do Torrão, a agora freguesia de São Romão do Sado volta a surgir como freguesia autónoma, com 2092 habitantes, espalhados por vários locais como Algalé, Barragem de Vale de Gaio, Benagazil, Casa Branca, Crujeira Nova, Herdade dos Frades, Parchanas, Pontes, Portancho, Portinho, Porto de Rei, Quinta de Cima, Quinta de D. Rodrigo, Rio de Moinhos, Salema, Salema de baixo, Sanchares, São Bento, São Domingos, São Romão do Sado, Vale de Lachique, Vale de Romeiras, Várzea Redonda e Xamarrinha, para além de outros isolados e dispersos.
Em 1940, já a freguesia do Torrão tinha 4489 habitantes, distribuídos por localidades como Couvelo à Estrada das Barras, Herdade do Montinho Negro, Herdade da Pena, Herdade de Soberanas de Baixo, Monte do Outeiro, Monte da Serra, Nossa Senhora do Bom Sucesso, São Soeiro, Soberanas de Pinheiro, Torrão, Vale Bom, Vale de Médico e Vale de Paraíso de Baixo, entre outros.
Chegado o ano de 1970, o Censo relativo à freguesia do Torrão identifica a vila do Torrão, com 2139 habitantes, a Aldeia de Rio de Moinhos, com 290 residentes, e a Aldeia de São Romão que conta 57 habitantes. Para além da Ermida de Nossa Senhora do Bom Sucesso, as restantes aglomerações são denominadas "Monte", com destaque para a de Monte da Quinta de Cima, com cem habitantes, e o Monte das Parchanas, que contava 93 residentes.

## Economia

### Produtos regionais
São vários os produtos que podem ser certificados como genuinamente originários da freguesia do Torrão, recebendo protecção legislativa nacional e, a maioria, da União Europeia, seja por DOP (Denominação de Origem Protegida), por IGP (Indicação Geográfica Protegida), por VR (Vinho Regional) ou por ETG (Especialidade Tradicional Garantida).
- Azeite do Alentejo Interior (DOP)[35][36] — Neste capítulo destaca-se naturalmente o papel da Cooperativa Agrícola dos Olivicultores de Torrão. Uma parte significativa da área da freguesia do Torrão, neste caso a única representante do concelho de Alcácer do Sal, está integrada na zonas de produção deste azeite.

- Azeite do Alentejo (IGP)[37][38] — Ainda em processo de registo a nível europeu.[39] Pertencendo ao concelho de Alcácer do Sal, a freguesia do Torrão faz parte de duas áreas geográficas de produção deste azeite.

- Queijo Serpa (DOP)[40][41] — No concelho de Alcácer do Sal, apenas a freguesia do Torrão faz parte da área geográfica definida para a produção deste queijo de ovelha, uma área que chegou a ser denominada Região Demarcada.

- Vinho da Península de Setúbal (IGP)[42] — Todo o distrito de Setúbal, e consequentemente o Torrão, é a área geográfica de produção de vinícolas de Indicação Geográfica Protegida denominada Península de Setúbal (IGP), que pode ser usada para a identificação de vinho branco, tinto, rosé ou rosado, frisante, espumante e licoroso e ainda vinagre de vinho. No entanto, as terras torranenses não fazem parte das zonas de produção dos vinhos com Denominação de Origem da Península de Setúbal (IGP), Palmela (DO)[43] e Setúbal (DO)[44] De referir que a Península de Setúbal (IGP) veio substituir a área anteriormente denominada zona do Vinho regional Terras do Sado (desatualizado).[45] sendo "Vinho regional" uma referência que dispensa a utilização de IGP - Indicação Geográfica Protegida.[46]
- Mel Multiflorado

De notar ainda que a freguesia do Torrão não pertence à área de produção de indicação geográfica de Vinho regional Alentejano apesar de um mapa interactivo, no sítio da Comissão Vitivinícola Regional Alentejana, dar a entender que a maior parte das terras torranenses, particularmente as situadas a sul da Estrada Nacional 5 e da Estrada Municipal 543 e a leste da Estrada Nacional 2, possam fazer parte desta área de produção. No entanto, a produção de "Vinho regional Alentejano" está restringida aos distritos de Beja, Évora e Portalegre.
Pertencendo ao município de Alcácer do Sal, e ao distrito de Setúbal, a freguesia do Torrão faz parte de duas áreas geográficas de produção de carne com Denominação de Origem Protegida:
- Carnalentejana (DOP), seja como "Carne de Vitela", "Carne de Vitelão", "Carne de Novilha", "Carne de Novilho", "Vaca" ou "Touro";[49]
- Carne da Charneca (DOP), seja como "Carne de Vitela" ou "Carne de Novilho";[50]
- Carne Mertolenga (DOP), seja como Carne de Vitela", "Carne de Novilha" ou "Carne de Novilho".[51]

- Cabrito do Alentejo (IGP)[52][53] A freguesia do Torrão é uma das freguesias de Álcácer do Sal que fazem parte da área da Indicação Geográfica Protegida deste cabrito.

- Borrego do Baixo Alentejo (IGP).[54] No que diz respeito a este borrego, a freguesia do Torrão é a única do concelho de Alcácer do Sal a fazer parte da sua zona de Indicação Geográfica Protegida.

- Borrego de Montemor-o-Novo (IGP)[55] — De notar ainda que no ano de 2002, a nível nacional, entrou em fase de pedido de registo, para que a IGP do Borrego de Montemor-o-Novo passasse a incluir, entre outras, a freguesia do Torrão.[56]

- Carne de Porco Alentejano (DOP)[57] — A freguesia do Torrão faz parte da área geográfica de produção da Denominação de Origem Protegida para o Porco Alentejano.

De notar ainda os presuntos e as dianteiras paletas, onde três referências se destacam:
- Presunto do Alentejo (DOP) e Paleta do Alentejo (DOP);
- Presunto de Campo Maior e Elvas (IGP) e Paleta de Campo Maior e Elvas (IGP);
- Presunto de Santana da Serra (IGP) e Paleta de Santana da Serra (IGP).

### Caça
Uma vasta a área da freguesia do Torrão está ou esteve já constituída como zona onde se permite a caça, sendo exemplo:
- Zona de caça municipal do Torrão, com a área de 2469 ha;[59][60][61][62]
- Zona de caça municipal de Porto d’El-Rei, com a área de 268 ha;[63]
- Zona de caça turística:
  - da Herdade de Algalé, com 1486 ha;[64]
  - da Herdade Cortes da Venda, de 579 ha;[65]
  - das Cortes do Meio, com 287 ha;[66]
  - das Herdades de Murzela e Pampilhais, com 722 ha;[61]
  - de Valongo, com 903 ha;[62][67]
- Zona de caça associativa:
  - da Herdade de Vale de Ranas, com 391 ha;[61][62]
  - da Herdade das Sesmarias da Francisca, com 263 ha;[68][62]
  - das Cortes e Valbom, com 595 ha;[69]
  - Herdade das Parchanas e outras, com 1200 ha;[62][70]
  - de Fontainhas e outras, com 2027 ha;[62][71][72]
  - da Herdade de Porto Carro, com 501 ha;[62][73]
  - da Herdade de Benagazil, com 193 ha;[62][74]
  - da Herdade de Portancho,com 474 ha;[62][74]
  - de Rio de Moinhos com 1420 ha;[62][75]
  - da Fonte do Paraíso I, com 455 ha;[62][76]
  - da Fonte do Paraíso II, com 370 ha.[62][77][78]

## Cultura
- Museu Etnográfico do Torrão[79]
- Biblioteca Maria Rosa Colaço
- Grupo de Cantares Feminino do Xarrama
- Grupo Coral Alma Alentejana
- Grupo Coral do Torrão
- Banda Filarmónica do Torrão
- Xarrama Adventure
- Grupo 4L
- SociedadeFut Futsal
- Danças Sevilhanas
- Ballet

### Brasão
“Brasão - escudo em prata, cruz da Ordem de Santiago de vermelho, entre dois feixes de um espiga de trigo, um ramo de oliveira e um ramo de sobreiro, tudo de verde, atados de vermelho; em ponta, livro aberto da prata, guarnecida e perfilado de vermelho, tendo brocantes duas penas de ouro passadas em aspa. Coroa mural de prata de quatro torres. Listel branco, com a legenda a negro, em maiúsculas: "TORRÃO – ALCÁCER DO SAL".
Bandeira - esquaterlada de vermelho e amarelo. Cordão e borlas de ouro e vermelho. Hasta e lança de ouro.”

— Ordenação heráldica de Brasão e Bandeira

### Património

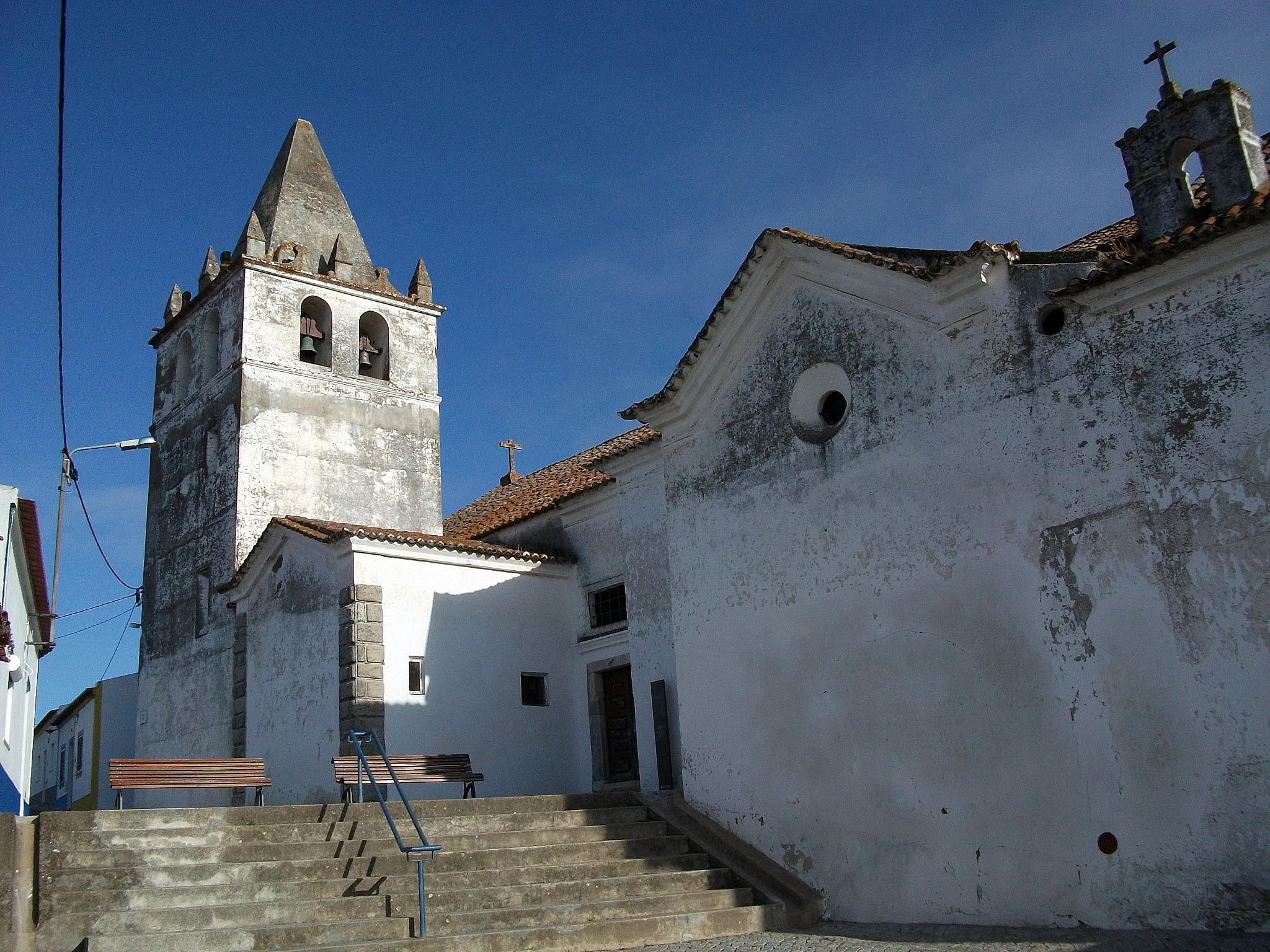
Igreja Matriz do Torrão: Parte da fachada Sul e torre sineira

Dominado pelas construções religiosas, o património do Torrão remonta à pré-histórica Idade do Cobre, com passagem pela Império Romano.
Há diversos bens patrimoniais classificados na freguesia. Há também outros que estiveram com processo de classificação pelo IGESPAR:
- Igreja de Nossa Senhora de Albergaria ou Igreja da Misericórdia do Torrão.[81]
- Habitação na Rua das Freiras, n.º 8.[82]

Existem várias marcas da presença romana por estas paragens, como a Calçadinha Romana,, situada no local onde iria ser construído o Centro Escolar do Torrão, além de um conjunto de tanques, cerâmica, uma cisterna e três esqueletos da época romana., encontrados numa área de dispersão de cerca de 500 m².
Em termos de  património classificado pelo IGESPAR, a freguesia do Torrão tem cinco bens classificados como de Interesse Público:
- Igreja de Nossa Senhora da Assunção (IIP), ou "Igreja Matriz do Torrão". Este templo que foi classificado como Imóvel de Interesse Público em 1933, tendo mantido solitariamente esse destaque local por quase 80 anos.[85]
- Monte da Tumba (SIP) ou "Povoado fortificado do Monte da Tumba". É o mais antigo (edificado entre 2500 e 2000 a.C.) e o mais recente a ser classificado. Depois de descoberto no início dos anos 80, foi classificado como Sítio de Interesse Público em 2013.[86]
- Igreja e Convento de São Francisco (MIP). O Convento de São Francisco e a respectiva Igreja de São Francisco foram considerados Monumento de Interesse Público em 2012, terminando a exclusividade da Igreja Matriz na lista dos bens classificados da freguesia torranense.[87]

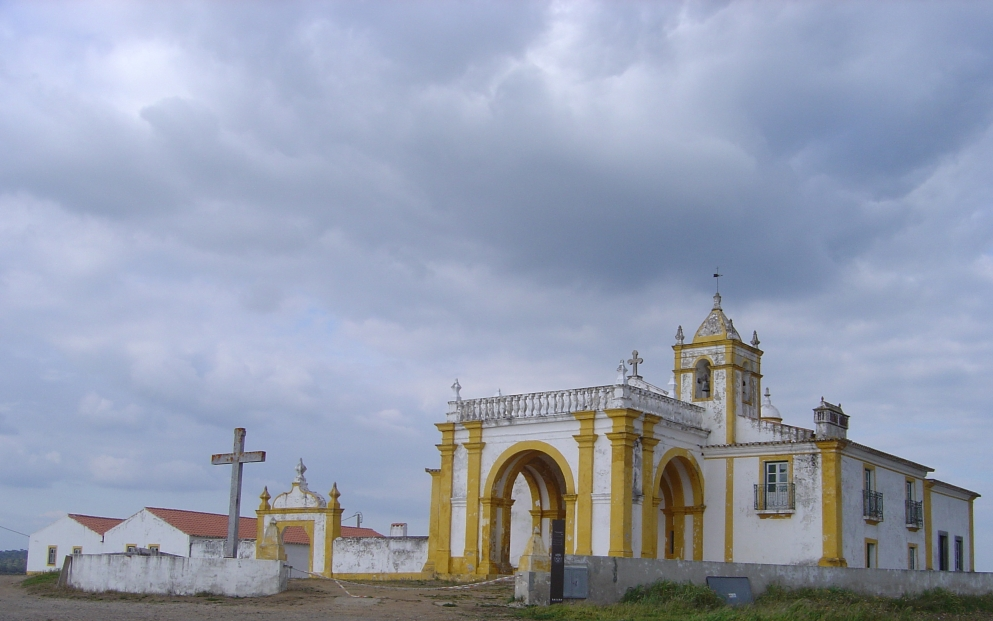
Ermida de Nossa Senhora do Bom Sucesso (1758).

- Ermida de Nossa Senhora do Bom Sucesso (MIP) ou Capela de Nossa Senhora do Bom Sucesso. Esta ermida, incluindo a antiga casa dos romeiros, foi classificada Monumento de Interesse Público em 2012.[88] Encontra-se numa colina sobranceira à vila. Foi fundada em 1758. É de destacar a pia baptismal, o Altar-Mor e a arte sacra no seu interior.
- Ermida de São João dos Azinhais (MIP) ou Capela de Arranas. Apesar de se encontrar parcialmente em ruínas, foi classificada como Monumento de Interesse Público em 2013. A sua origem remonta, pelo menos, ao século VII e ao domínio dos Visigodos.[89]
- Convento de Nossa Senhora da Graça
- Portal Manuelino da Rua das Freiras
- Capela de São João Nepomuceno. Também chamada de Capela de S. João da Ponte
- Complexo de São Faústo. Complexo composto por uma ermida, um moinho e uma anta.
- Igreja Nossa Senhora do Carmo. Edifício onde se situa hoje a Junta de Freguesia (também Posto de Turismo do Torrão) e a Biblioteca Maria Rosa Colaço.
- Estação Romana da Fonte Santa
- Calçadinha Romana
- Ponte Romana sobre o Rio Xarrama.

### Organizações associativistas
- Associação Humanitária dos Bombeiros Voluntários do Torrão.[90]
- ADT - Associação para o Desenvolvimento de Torrão.[90]
- Sociedade 1º de Janeiro Torranense.[90]
- Associação Desportiva Torino Torranense.[90]
- Rio de Moinhos Futebol Clube.[90]
- Centro Social e Paroquial do Torrão.[90]
- Centro Social de Rio de Moinhos.[90]
- Santa Casa da Misericórdia do Torrão.[90]
- Associação de Caçadores da Freguesia do Torrão.[68][59][60]
- Clube de Caçadores e Pescadores da Ribeira do Sado.[74][73][91]
- Associação de Caçadores do Bom Sucesso.[92][76][77]
- Associação de Caçadores de Vale da Ursa.[61]
- Universidade Sénior do Torrão.

## Personalidades ilustres
- Visconde do Torrão
- Bernardim Ribeiro
- José Mamede Ferreira
- Maria Rosa Colaço